# Hugo Winckler
Hugo Winckler (Gräfenhainichen, 4 juli 1863 – Berlijn, 19 april 1913) was een Duitse assyrioloog en archeoloog, die belangrijke opgravingen verrichtte in de Hettitische hoofdstad Hattusa.

## Wetenschappelijke carrière
Winckler was een zoon van een Berlijnse spoorwegbeambte. Hij studeerde aan de Humboldtuniversiteit te Berlijn bij Eberhard Schrader, de grondlegger van de Duitse assyriologie. Op 24 juni 1886 promoveerde hij op een proefschrift over de spijkerschriftteksten van Sargon. Als kenner van de oude oosterse talen schreef hij veel over Assyrische teksten en het Oude Testament. Zijn geschiedenis van Babylonië en Assyrië werd in 1891 gepubliceerd. Winckler vertaalde de Codex Hammurabi en de Amarnabrieven. Bij zijn studie naar de Amarnabrieven (Akkadische teksten in de koninklijke archieven uit Amarna, Egypte) ontdekte hij twee kleitabletten die geschreven waren in de tot dan toe onbekende Hettitische taal. Hij identificeerde de "Hurri" uit de Akkadische teksten met de bijbelse Hurrieten.
Ondanks het feit dat hij werd beschouwd als een van de meest productieve assyriologen van zijn tijd, kreeg hij nooit een hoogleraarspost (ordinariaat). In 1904 werd hij benoemd tot bijzonder hoogleraar in de talen van het oude Nabije Oosten aan de Humboldtuniversiteit. Het uitblijven van een academische positie was te wijten aan zijn moeilijke persoonlijkheid en zijn controversiële opvattingen. Hij introduceerde het begrip "panbabylonisme" voor de door hem veronderstelde verreikende invloed van het Assyrische gedachtegoed op het israëlitische godsbegrip, dat hij interpreteerde als voortkomend uit een astrale cultus. Hij was een belangrijke figuur in het Babel und Bibel-debat; zijn opvatting dat de cultuur van het oude Israël wortelde in het gedachtegoed van het oude Babylonië was veel radicaler dan de meer gematigde ideeën van Friedrich Delitzsch.
Al in de jaren 1880 werd vermoed dat de ruïnes bij Boğazköy in het Anatolische hoogland (Turkije) de resten van de hoofdstad van het Hettitische rijk konden zijn. Duitse en Engelse wetenschappers wedijverden in de beginjaren van de 20e eeuw om toestemming van de Ottomaanse overheid om de site op te graven. In 1905 verkreeg Winckler de opgravingsvergunning dankzij zijn vriend Theodor Makridi, met wie hij eerder had samengewerkt op een opgraving in Sidon (Libanon). Makridi was in dienst van het Archeologisch museum van Constantinopel.
De eerste opgravingscampagne door Winckler (voor de Deutsche Orient-Gesellschaft) en Makridi (voor de Turkse oudheidkundige dienst) was in 1906. Op een deel van de site dat Büyükkale (Turks: "het grote fort") werd genoemd vonden zij onder andere een kleitablet met de Babylonische tekst van het Verdrag van Kadesh. Hierdoor werd definitief bevestigd dat dit de antieke stad Hattusa, de hoofdstad van de Hettieten, was. De opgravingen van Winckler en Makridi werden met onderbrekingen voortgezet tot 1912. Er werden resten van paleizen en fortificaties gevonden, en duizenden kleitabletten met Hettitische teksten. Pas na Winklers dood werd het Hettitisch ontcijferd door de Tsjechische oriëntalist Bedřich Hrozný.
In zijn publicatie Vorläufige Nachrichten über die Ausgrabungen in Boghaz-köi im Sommer 1907 gaf Winckler een historische schets van de Hettieten in de 14e en 13e eeuw v.Chr., gebaseerd op een reeks staatsverdragen in het Akkadisch. Dit was een belangrijke bijdrage aan de geschiedschrijving van het oude Nabije Oosten. Wincklers verslag van de eerste opgravingscampagnes in Boğazköy, getiteld Nach Boghasköi!, bleef onafgemaakt en werd pas na zijn dood gepubliceerd (met als ondertitel Ein nachgelassenes Fragment).